# Elezioni presidenziali in Turchia del 2014
Le elezioni presidenziali in Turchia del 2014 si tennero il 10 agosto. Si trattò della prima elezione diretta del Presidente, in precedenza eletto dal Parlamento.

## Risultati
| Candidati            | Liste                                                                | Voti       | %     |
| -------------------- | -------------------------------------------------------------------- | ---------- | ----- |
| Recep Tayyip Erdoğan | Partito della Giustizia e dello Sviluppo                             | 21.000.143 | 51,79 |
| Ekmeleddin İhsanoğlu | - Partito Popolare Repubblicano - Partito del Movimento Nazionalista | 15.587.720 | 38,44 |
| Selahattin Demirtaş  | Partito Democratico dei Popoli                                       | 3.958.048  | 9,76  |
| Totale               | Totale                                                               | 40.571.495 |       |